# 博洛涅西省
博洛涅西省（西班牙語：Provincia de Bolognesi），是秘魯的省份，位於該國北部安卡什大區，首府是奇塞安，建於1903年10月22日，面積3,155平方公里，2007年人口30,725，人口密度每平方公里9.74人。
10°09′00″S 77°10′59″W / 10.15000°S 77.18306°W